# Girl Next Room
Girl Next Room (tiếng Thái: Girl Next Room – หอนี้ชะนีแจ่ม; RTGS: Girl Next Room – Ho Ni Chani Chaem) là một bộ phim truyền hình Thái Lan phát sóng năm 2020 với sự tham gia của Worranit Thawornwong (Mook), Pathompong Reonchaidee (Toy), Juthapich Indrajundra (Jamie), Prachaya Ruangroj (Singto), Lapassalan Jiravechsoontornkul (Mild), Jumpol Adulkittiporn (Off), Chanunphat Kamolkiriluck (Gigie) và Jirayu La-ongmanee (Kao). Được sản xuất bởi GMMTV và Gmo Films, đây là một bộ phim gồm bốn phần kể về cuộc sống tình yêu của bốn người trong một nhà trọ toàn nữ. Bốn phần lần lượt mang tên Motorbike Baby, Midnight Fantasy, Richy Rich  và Security Love. 
Đây là một trong mười hai dự án phim truyền hình trong năm 2020 được GMMTV giới thiệu trong sự kiện "GMMTV 2020 New & Next" vào ngày 15 tháng 10 năm 2019. Bộ phim được phát sóng vào Chủ nhật lúc 20:30 trên GMM 25 và lúc 22:30 trên LINE TV. Phần đầu tiên Motorbike Baby được phát sóng vào ngày 1 tháng 3 năm 2020 đến ngày 5 tháng 4 năm 2020, tiếp theo là Midnight Fantasy (19 tháng 4 năm 2020 đến 10 tháng 5 năm 2020)  và Richy Rich (17 tháng 5 năm 2020 đến 14 tháng 6 năm 2020). Phần cuối cùng Security Love được công chiếu vào ngày 21 tháng 6 năm 2020 và kết thúc vào ngày 26 tháng 7 năm 2020.

## Nội dung

### Motorbike Baby
Sundae (Worranit Thawornwong) sống trong Nhà trọ Jamjan của bà Jam (Daraneenute Pasutanavin) và con trai của bà Sky (Trai Nimtawat). Nhà trọ này có quy tắc là không nhận con trai vào ở trọ. Tuy nhiên, Sundae bị vướng vào mối quan hệ lằng nhằng giữa cô, bạn trai cũ Tankhun (Pathompong Reonchaidee) và người yêu mới - cô sẽ chọn ai?

### Midnight Fantasy
Mimi (Juthapich Indrajundra), một sinh viên đại học năm nhất, là một người nhát gan, được bố mẹ nuông chiều. Khi cô bắt đầu sống xa bố mẹ trong Nhà trọ Jamjam, nỗi sợ của cô ngày càng tăng bởi những câu chuyện ma liên quan đến khu trọ. Vì vậy, cô hay bị mất ngủ và vô tình đã gặp DJ Titan (Prachaya Ruangroj), host của chương trình Midnight Fantasy phát từ 3 đến 5 giờ sáng. Mimi là người duy nhất cảm thấy an toàn mỗi khi cô lắng nghe anh.
Nhưng việc nghe chương trình vào sáng sơm khiến Mimi buồn ngủ vào buổi sáng. Một ngày nọ, cô bị bắt gặp đang ngủ trong lớp và bị giáo sư phạt làm báo cáo cùng Tan (Prachaya Ruangroj), người cũng hay ngủ trong lớp giống cô. Khi hai người làm báo cáo chung, Mimi nhận ra sự tương đồng giữa DJ Titan và Tan. Sau đó, cô phải lựa chọn giữa DJ Titan và đối tác báo cáo thô lỗ và thô lỗ của cô.

### Richy Rich
Danglek Saeyang (Lapassalan Jiravechsoontornkul) đã biến mình từ một cô gái nghèo thành một người giàu có dưới danh nghĩa Darin Apimaha-ngoenthong, hay còn gọi là "Duchess". Cô là người khoe khoang vì trong quá khứ cô rất nghèo. Tình cờ, cô gặp Krathing (Jumpol Adulkittiporn), người mà cô đã biết được quá khứ của mình. Krathing tiếp tục trêu chọc Duchess rằng sẽ tiết lộ quá khứ của cô cho mọi người.

### Security Love
View Viva (Chanunphat Kamolkiriluck), một ngôi sao mới nổi, đã quyết định sống ở Nhà trọ Jamjan và gặp Fai (Jirayu La-ongmanee), một nhân viên bảo vệ tại khu trọ nói trên. Khi cô tiếp tục gặt hái được nhiều thành công từ sự nghiệp, cô dần yêu Fai, người sẽ giúp đỡ và bảo vệ cô. Tuy nhiên, việc cô là người nổi tiếng và nỗi sợ giới báo chí sẽ phát hiện ra rằng cô đang quen với một nhân viên bảo vệ khiến cho mối quan hệ của cả hai gặp khó khăn.

## Diễn viên

### Diễn viên chính

#### Motorbike Baby
- Worranit Thawornwong (Mook) vai Sundae
- Pathompong Reonchaidee (Toy) vai Tankhun

#### Midnight Fantasy
- Juthapich Indrajundra (Jamie) vai Mimi [e]
- Prachaya Ruangroj (Singto) vai Thaitan Thitipakorn (Tan), hay DJ Titan [e]

#### Richy Rich
- Lapassalan Jiravechsoontornkul (Mild) vai Danglek Saeyang/Darin Apimaha-ngoenthong (Duchess) [f]
- Jumpol Adulkittiporn (Off) vai Krathing Karnpiphob [f]

#### Security Love
- Chanunphat Kamolkiriluck (Gigie) vai View Wiwa [g]
- Jirayu La-ongmanee (Kao) vai Faigun Phuangmaha (Fai) [g]

### Diễn viên phụ

#### Xuất hiện trong tất cả các phần
- Daraneenute Pasutanavin (Top) vai bà Jam, chủ sở hữu của nhà trọ Jamjan
- Trai Nimtawat (Neo) vai Sky, con trai của bà Jam

#### Motorbike Baby
- Napat Patcharachavalit (Un) vai TanThai, anh trai của Tankhun
- Gawin Caskey (Fluke) vai Mile
- Sivakorn Lertchuchot (Guy) vai Sunny, anh trai của Sundae
- Phurikulkrit Chusakdiskulwibul (Amp) vai Thai
- Sutina Laoamnuaichai (Guide) vai bạn của Sundae

#### Midnight Fantasy
- Krittanai Arsalprakit (Nammon) vai James, bạn của Tan
- Chanagun Arynsutinan (Gunsmile) vai Peemai
- Naw Phumphoteam (White) vai Daosao, bạn của Tan và Peemai

#### Richy Rich
- Jirakit Thawornwong (Mek) vai Khunkhao Yothathap
- Lapisara Intaraut (Apple) vai Benjamaporn Meeprempi (Honey)
- Wanwimol Jaenasavamethee (June) vai Fahsai
- Sutthipha Kongnawdee (Noon) vai Kratae Karnpiphob

#### Security Love
- Chavalit Chittanant (Chao) vai Phanphu

## Nhạc phim
| Tên bài hát                        | Thể hiện                    | Ref.  |
| ---------------------------------- | --------------------------- | ----- |
| รักตัวเองบ้างนะ (Ruk Tua Ang Bang Na) | Worranit Thawornwong (Mook) | [ 7 ] |

## Đón nhận

### Rating truyền hình Thái Lan
- Trong bảng dưới đây, màu xanh dương biểu thị xếp hạng thấp nhất và màu đỏ biểu thị xếp hạng cao nhất.
- N/A biểu thị chưa biết

#### Motorbike Baby
| Tập             | Khung giờ (TC + 07:00) | Ngày phát sóng      | Tỷ lệ rating trung bình | Ref.     |
| --------------- | ---------------------- | ------------------- | ----------------------- | -------- |
| 1               | Chủ nhật, 20:30        | 1 tháng 3 năm 2020  | 0.262%                  | [ 8 ]    |
| 2               | Chủ nhật, 20:30        | 8 tháng 3 năm 2020  | 0,186%                  | [ 9 ]    |
| 3               | Chủ nhật, 20:30        | 15 tháng 3 năm 2020 | 0.087%                  | [ 10 ]   |
| 4               | Chủ nhật, 20:30        | 22 tháng 3 năm 2020 | 0,184%                  | [ 11 ]   |
| 5               | Chủ nhật, 20:30        | 29 tháng 3 năm 2020 | 0,183%                  | [ 12 ]   |
| 6               | Chủ nhật, 20:30        | 5 tháng 4 năm 2020  | 0,239%                  | [ 13 ]   |
| Trung bình cộng | Trung bình cộng        | Trung bình cộng     | 0.190% 1                | 0.190% 1 |

#### Midnight Fantasy
| Tập             | Khung giờ (UTC + 07:00) | Ngày phát sóng      | Tỷ lệ rating trung bình | Ref.     |
| --------------- | ----------------------- | ------------------- | ----------------------- | -------- |
| 1               | Chủ nhật, 20:30         | 19 tháng 4 năm 2020 | 0,303%                  | [ 14 ]   |
| 2               | Chủ nhật, 20:30         | 26 tháng 4 năm 2020 | 0.310%                  | [ 15 ]   |
| 3               | Chủ nhật, 20:30         | 3 tháng 5 năm 2020  | 0.241%                  | [ 16 ]   |
| 4               | Chủ nhật, 20:30         | 10 tháng 5 năm 2020 | 0,294%                  | [ 17 ]   |
| Trung bình cộng | Trung bình cộng         | Trung bình cộng     | 0.288% 1                | 0.288% 1 |

#### Richy Rich
| Tập             | Khung giờ (UTC + 07:00) | Ngày phát sóng      | Tỷ lệ rating trung bình | Ref.     |
| --------------- | ----------------------- | ------------------- | ----------------------- | -------- |
| 1               | Chủ nhật, 20:30         | 17 tháng 5 năm 2020 | 0.489%                  | [ 18 ]   |
| 2               | Chủ nhật, 20:30         | 24 tháng 5 năm 2020 | 0,39%                   | [ 19 ]   |
| 3               | Chủ nhật, 20:30         | 31 tháng 5 năm 2020 | 0,388%                  | [ 20 ]   |
| 4               | Chủ nhật, 20:30         | 7 tháng 6 năm 2020  | 0.321%                  | [ 21 ]   |
| 5               | Chủ nhật, 20:30         | 14 tháng 6 năm 2020 | 0,346%                  | [ 22 ]   |
| Trung bình cộng | Trung bình cộng         | Trung bình cộng     | 0.367% 1                | 0.367% 1 |

#### Security Love
| Tập             | Khung giờ (UTC + 07:00) | Ngày phát sóng      | Tỷ lệ rating trung bình | Ref.   |
| --------------- | ----------------------- | ------------------- | ----------------------- | ------ |
| 1               | Chủ nhật, 20:30         | 21 tháng 6 năm 2020 | 0.540%                  | [ 23 ] |
| 2               | Chủ nhật, 20:30         | 28 tháng 6 năm 2020 | 0.501%                  | [ 24 ] |
| 3               | Chủ nhật, 20:30         | 5 tháng 7 năm 2020  | —                       | —      |
| 4               | Chủ nhật, 20:30         | 12 tháng 7 năm 2020 | —                       | —      |
| 5               | Chủ nhật, 20:30         | 19 tháng 7 năm 2020 | —                       | —      |
| 6               | Chủ nhật, 20:30         | 26 tháng 7 năm 2020 | —                       | —      |
| Trung bình cộng | Trung bình cộng         | Trung bình cộng     | — 2                     | — 2    |

^1  Dựa trên tỷ lệ rating trung bình mỗi tập.
^2  Vì có một vài tập chưa rõ rating nên chưa có giá trị trung bình chính xác.

## Phát sóng tại nước ngoài
- Philippines - Girl Next Room đã được GMA Network mua bản quyền cho khối chương trình the Heart of Asia. Bộ phim được phát sóng vào lúc 14:45 (PST), thứ Hai đến thứ Sáu trên GTV, bắt đầu từ ngày 21 tháng 3 năm 2022.